# مقاطعة سيرو غوردو (آيوا)
مقاطعة سيرو غوردو (بالإنجليزية: Cerro Gordo County)‏ هي إحدى مقاطعات ولاية آيوا في الولايات المتحدة الأمريكية.